# Inari Krohn
Silja Inari Krohn, född 18 september 1945 i Helsingfors, är en finländsk målare och grafiker.
Krohn genomgick 1965–1969 Finlands konstakademis skola och studerade 1971 vid L'École des Beaux-Arts i Aix-en-Provence, samt ställde ut första gången 1968.
Hon har huvudsakligen framträtt som grafiker, men även målat akvareller, oljemålningar och i blandteknik på papper. I början av sin karriär målade Krohn expressiva, ofta samtidsengagerade kompositioner med figurgrupper. På 1970-talet övergick hon alltmer till landskapsskildringar och interiörbilder. I sina senare verk har hon påverkats av utlandsresor, bland annat till Indien, Japan (första resan 1969) och Mexiko. Ett återkommande tema i hennes arbeten har varit människan som en del av naturen.
Krohn har illustrerat en rad böcker och undervisat vid konstskolan i Lahtis (1973–1975) samt vid Bildkonstakademin (1994–1995, 1998–2000, professor i grafik 1995–1998). År 1996 erhöll hon Pro Finlandia-medaljen. Krohn är representerad vid bland annat Göteborgs konstmuseum.